# Модлінек (Мазовецьке воєводство)
Модлінек (пол. Modlinek) — село в Польщі, у гміні Вонсево Островського повіту Мазовецького воєводства.
У 1975-1998 роках село належало до Остроленцького воєводства.